# Владиковљева паклара
Владиковљева паклара (Eudontomyzon vladykovi) је вијун из реда Petromyzontiformes.

## Распрострањење
Ареал врсте обухвата већи број држава. Врста има станиште у Пољској, Немачкој, Србији, Мађарској, Румунији, Босни и Херцеговини, Бугарској, Црној Гори, Словачкој, Словенији, Чешкој, Хрватској и Аустрији.

## Станиште
Станиште врсте су слатководна подручја. Врста је присутна на подручју реке Дунав у Европи.

## Начин живота
Врста Eudontomyzon vladykovi прави гнезда.

## Угроженост
Ова врста није угрожена, и наведена је као последња брига јер има широко распрострањење.